# Рёшенц
Рёшенц (нем. Röschenz) — коммуна в Швейцарии, в кантоне Базель-Ланд.
Входит в состав округа Лауфен. Население составляет 1808 человек (на 31 марта 2008 года). Официальный код — 2791.